# طواحینه
طواحینه (به عربی: طواحینة) یک روستا در سوریه است که در ناحیه ابوالظهور واقع شده‌است. طواحینه ۶۲۴ نفر جمعیت دارد.